# Алфа Ромео Алфа 6
Алфа Ромео Алфа 6 е италиански седан от висок клас, произвеждан от 1979 до 1987.

## История
Моделът е проектиран от миланските инжeнери от лятото на 1977 г., като наследник на другия голям седан Алфа 2600. Моделът носи типичните черти на седан от 70-те години. Кодовото име на автомобила е Проект 119. Автомобилът взаимодейства със своята сестра Алфа Ромео Алфетта, някои технически детайли. Автомобилът използва трансмисия от ЗФ и агрегати от ВМ мотори. Алфа 6 достойно се нарежда до високите седани на конкурентни марки като Фиат, Ланча, Мерцедес и БМВ.

## Производство
Автомобилът се произвежда, в завода на компанията в Арезе. Общо са произведени около 12 000 екземпляра.